# 凌約言
凌約言（16世紀—16世紀），字季默，號藻泉，浙江湖州府烏程縣人，明朝政治人物。

## 生平
凌約言自選貢中嘉靖十九年（1540年）應天鄉試舉人，二十四年（1545年）授全椒知縣，抵任立刻謁拜學宮和名宦鄉賢祠，改革當地馬政減輕地方負擔，河南流寇師尚詔作亂，即將抵達縣境，他遴選縣內少年五十人充當兵甲為三覆待命，賊人遁去；三十四年（1555）年擢官沔陽知州，興建堤壩捍衛荊湖漢沔各河流，水漲也不能損害莊稼，州人稱為「凌公隄」。
之後他轉任廬州同知，清理鹽政宿弊，陞南京刑部員外郎，為父母服喪完畢後不赴調，在家鄉優游林下，愛好養生家言，每天誦讀《老子》，稱其居為「淨因齋」，自稱淨因居士。

## 家族
父凌震，歲貢。子凌迪知，嘉靖三十五年進士。

## 引用
1. 1 2 3  光緒《烏程縣志·卷十四·人物三》：凌約言，字季默，號藻泉，震子，選貢，舉嘉靖庚子南闈，知全椒縣邑稱大治，會河南寇師尚詔反，將突縣境，約言選兵甲為三覆以待之，賊遁去；課最擢知沔陽州，築下流之隄以捍荊湖漢沔諸水，水暴至不能損稼，州人德之呼為凌公隄。遷廬州府同知，清理鹺務宿弊為洗，擢南京刑部員外郎，丁艱服闋不赴調，優游林泉，好養生家言，日誦《老子》專氣致柔章，晚又逃禪，榜其居曰「淨因齋」，自稱淨因居士。約言少受其父指，為文多心得，詩有唐人風致，子迪知【嘉靖三十五年進士】等皆彬彬世其風。 劉志、《弇州山人集》、《兩浙名賢錄》
2. ↑  民國《全椒縣志·卷九·職官志》：凌約言，浙江烏程舉人，嘉靖二十四年蒞任，謁學宮、省名宦鄉賢祠，詳請應入者為立主，并訂祀禮；椒民苦養馬，豪黠詭為邑供丁，而以馬役遺下農，約言首革詭丁，為代下農養馬，並約束僚吏，鬻其老者俾易駒而為核價，民免賠償，自是邑無馬害。會河南寇師尚詔反，約言選邑中少年五十，授甲置陣為三覆以待移文，御史所遣二指揮使犄角前扼賊衝，賊逡巡遁畿甸竟以椒邑為障，未有所驚。
3. ↑  光緒《沔陽州志·卷七·秩官志》：凌約言，字季默，浙江烏程舉人，嘉靖三十四年蒞任，凌本世家，長於文學，才華敏練，雖抱病卧閣絕無廢事，時遊蓮花池多寄情嘯吟，三十五年沔大水，賦大小歌十首，修築城隄，民皆賴之。
4. ↑  同治《湖州府志·卷七十二·人物傳》：凌約言，字季默，號藻泉，震 別有傳 子，嘉靖十九年舉人，知全椒縣，邑稱大治，會河南寇師尚詔反，將突縣境，約言選兵甲為三覆以待之，賊遁去；課最擢知沔陽州，築下流之隄以捍荊湖漢沔諸水，水暴至不能損稼，人相呼「凌公堤」。遷廬州府同知，清理鹺務，宿弊為洗，擢南京刑部員外郎，丁艱歸，服闋不赴召，林居讀書，榜其居曰「淨因齋」；約言於詩文少受其父搯，而又多從文太史、劉司空數人游，為文多心得，詩有唐風致，子迪知等皆彬彬世其風。 《弇州山人稾》、凌藻泉墓表